# Bryan Adams
Bryan Guy Adams, OC, OBC, kanadski rock glasbenik, * 5. november 1959, Kingston, Ontario, Kanada.
Adams je vegan in živi v londonskem predelu Chelsea ter Parizu.

## Diskografija

### Studijski albumi
- 1980 - Bryan Adams
- 1981 - You Want It, You Got It
- 1983 - Cuts Like a Knife
- 1984 - Reckless
- 1987 - Into the Fire
- 1991 - Waking Up the Neighbours
- 1996 - 18 Til I Die
- 1998 - On a Day Like Today
- 2004 - Room Service
- 2008 - 11
- 2014 - Tracks of My Years
- 2015 - Get Up
- 2019 - Shine a Light
- 2022 - Pretty Woman - The Musical
- 2022 - So Happy It Hurts
- 2022 - Classic

### Live-Albumi
- 1992 - The Live Volume
- 1994 - Live!Live!Live!
- 1997 - MTV Unplugged
- 2001 - Do to You What You Do to Me
- 2003 - Live at the Budokan
- 2010 - Bare Bones
- 2013 - The Bare Bones Tour - Live At Sydney Opera House

### Kompilacije
- 1988 - Hits on Fire
- 1993 - So Far So Good
- 1999 - The Best of Me
- 2005 - Anthology

### VHS/DVD
- 1983 - Reckless VHS, Laserdisc
- 1991 - Waking Up the Neighbours VHS, CDi Video, VCD Video, Laserdisc
- 1994 - So Far So Good and More VHS, DVD
- 1997 - MTV Unplugged DVD
- 2000 - Live at the Budokan DVD
- 2000 - Live at the Slane Castle DVD
- 2003 - Live At The Budokan DVD
- 2005 - Live in Lisbon DVD
- 2007 - Waking Up the World Tour-Canada 1992 DVD (samo za člane Fankluba)